# Teedia lucida
Teedia lucida là một loài thực vật có hoa trong họ Huyền sâm. Loài này được (Sol.) Rudolphi miêu tả khoa học đầu tiên năm 1799.